# Nanosievert
| Kleinere eenheden | Kleinere eenheden | Kleinere eenheden |
| factor            | naam              | symbool           |
| ----------------- | ----------------- | ----------------- |
| 10−9              | nanosievert       | nSv               |
| 10−6              | microsievert      | μSv               |
| 10−3              | millisievert      | mSv               |
| 1                 | sievert           | Sv                |

De nanosievert is een tot het SI behorende afgeleide eenheid van equivalente dosis ioniserende straling. De eenheid heeft het symbool nSv. Een nanosievert is gelijk aan 10−9 Sv, ofwel 0,000 000 001 sievert.